# Ролинс (округ)
Ро́линс (англ. Rawlins County; стандартное обозначение RA) — округ в штате Канзас, США. Официально образован 20 марта 1873 года. По состоянию на 2010 год, численность населения составляла 2 519 человек.

## География
По данным Бюро переписи США, общая площадь округа равняется 2 771,303 км2, из которых 2 768,713 км2 суша и 0,518 км2 или 0,010 % это водоёмы.

## Население
По данным переписи населения 2000 года в округе проживает 2 966 жителей в составе 1 269 домашних хозяйств и 846 семей. Плотность населения составляет 1,00 человек на км2. На территории округа насчитывается 1 565 жилых строений, при плотности застройки около 1,00-го строения на км2. Расовый состав населения: белые — 98,52 %, афроамериканцы — 0,30 %, коренные американцы (индейцы) — 0,30 %, азиаты — 0,10 %, гавайцы — 0,00 %, представители других рас — 0,07 %, представители двух или более рас — 0,71 %. Испаноязычные составляли 0,81 % населения независимо от расы.
В составе 27,50 % из общего числа домашних хозяйств проживают дети в возрасте до 18 лет, 59,50 % домашних хозяйств представляют собой супружеские пары проживающие вместе, 4,90 % домашних хозяйств представляют собой одиноких женщин без супруга, 33,30 % домашних хозяйств не имеют отношения к семьям, 31,40 % домашних хозяйств состоят из одного человека, 17,60 % домашних хозяйств состоят из престарелых (65 лет и старше), проживающих в одиночестве. Средний размер домашнего хозяйства составляет 2,29 человека, и средний размер семьи 2,88 человека.
Возрастной состав округа: 24,00 % моложе 18 лет, 3,80 % от 18 до 24, 21,50 % от 25 до 44, 25,10 % от 45 до 64 и 25,10 % от 65 и старше. Средний возраст жителя округа 45 лет. На каждые 100 женщин приходится 99,90 мужчин. На каждые 100 женщин старше 18 лет приходится 95,10 мужчин.
Средний доход на домохозяйство в округе составлял 32 105 USD, на семью — 40 074 USD. Среднестатистический заработок мужчины был 26 719 USD против 19 750 USD для женщины. Доход на душу населения составлял 17 161 USD. Около 7,90 % семей и 12,50 % общего населения находились ниже черты бедности, в том числе — 18,00 % молодежи (тех, кому ещё не исполнилось 18 лет) и 8,90 % тех, кому было уже больше 65 лет.